# Rob Halford

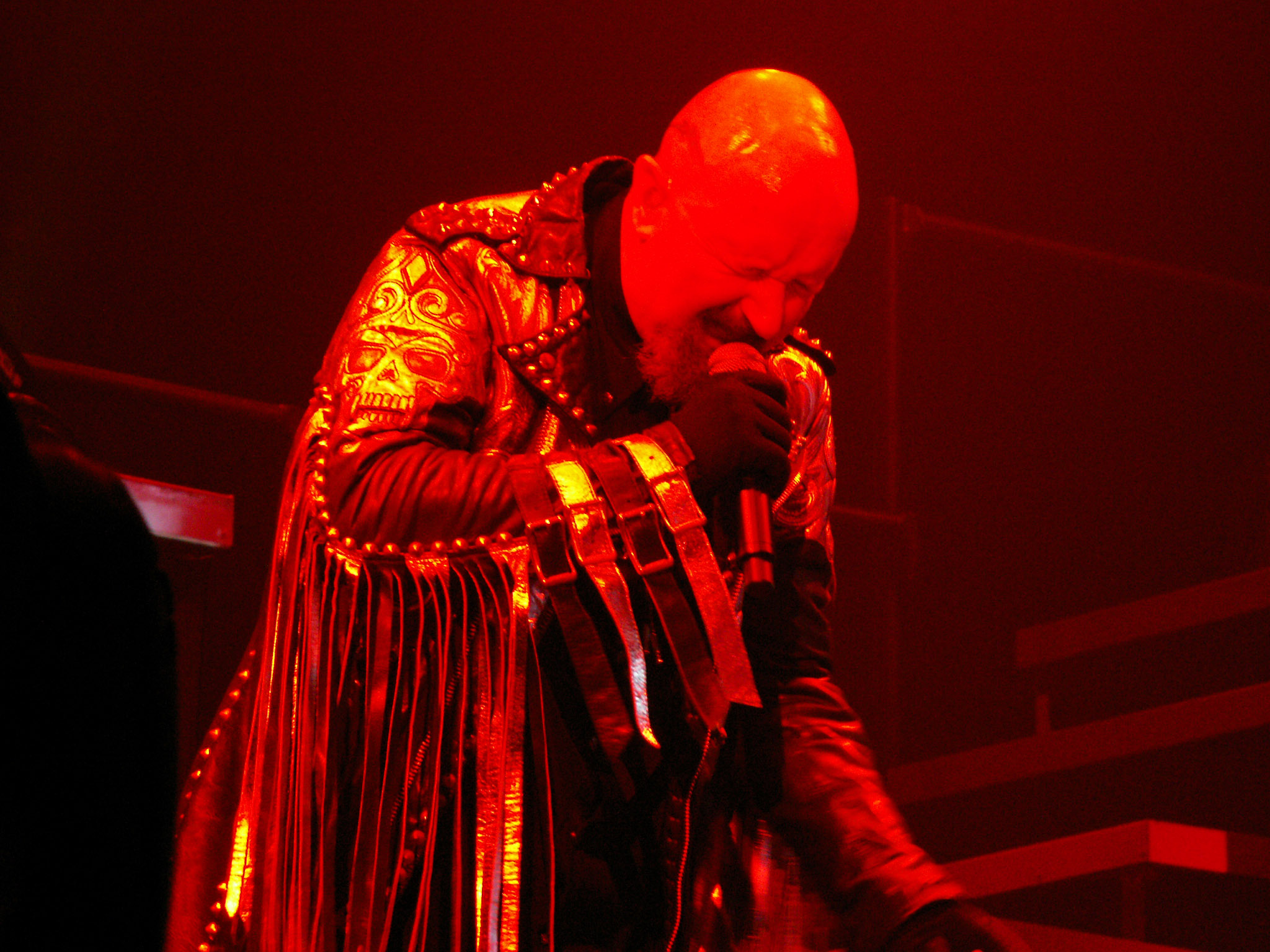
Rob Halford au Luxembourg en 2008.

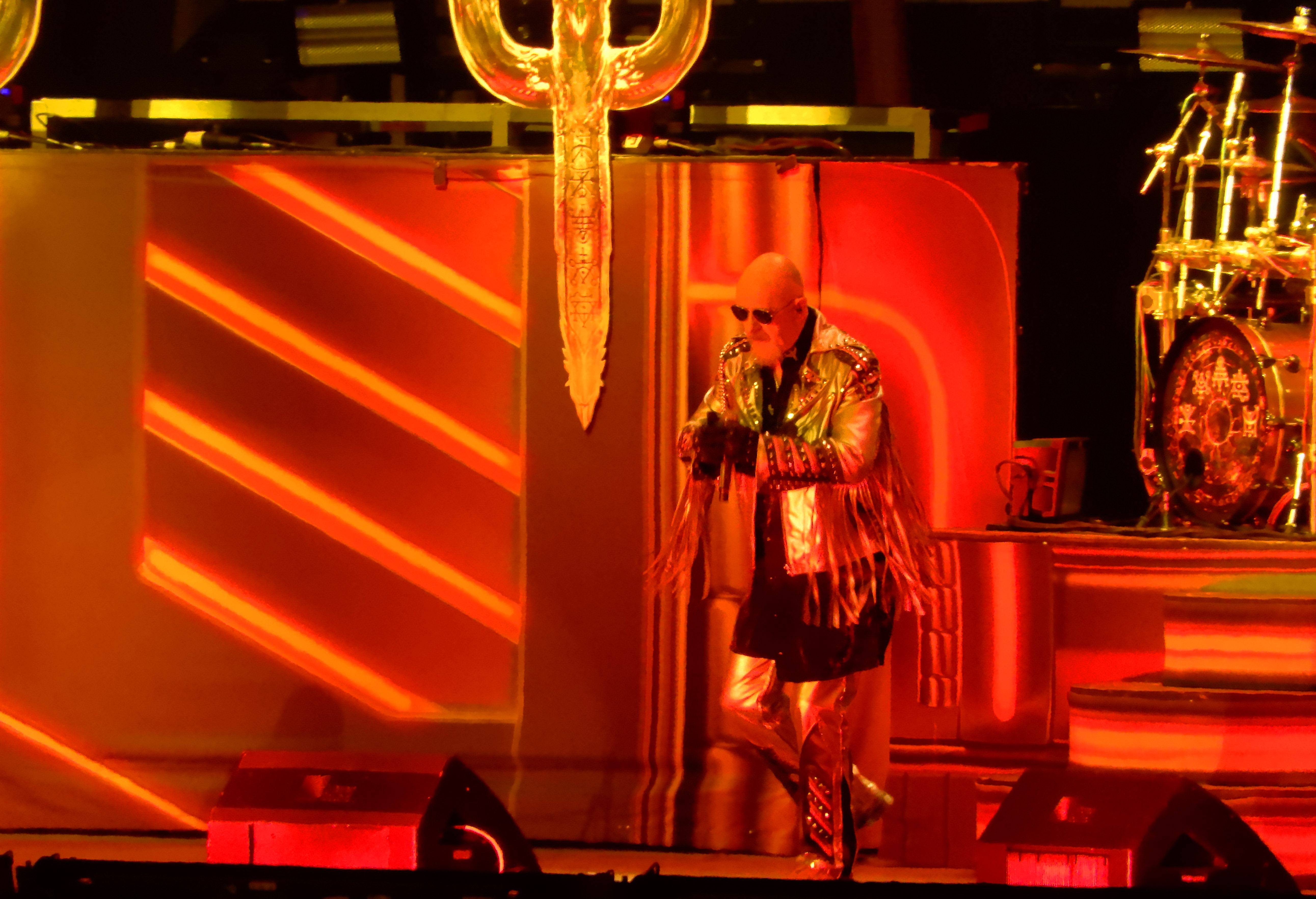
Rob Halford au Hellfest 2018.

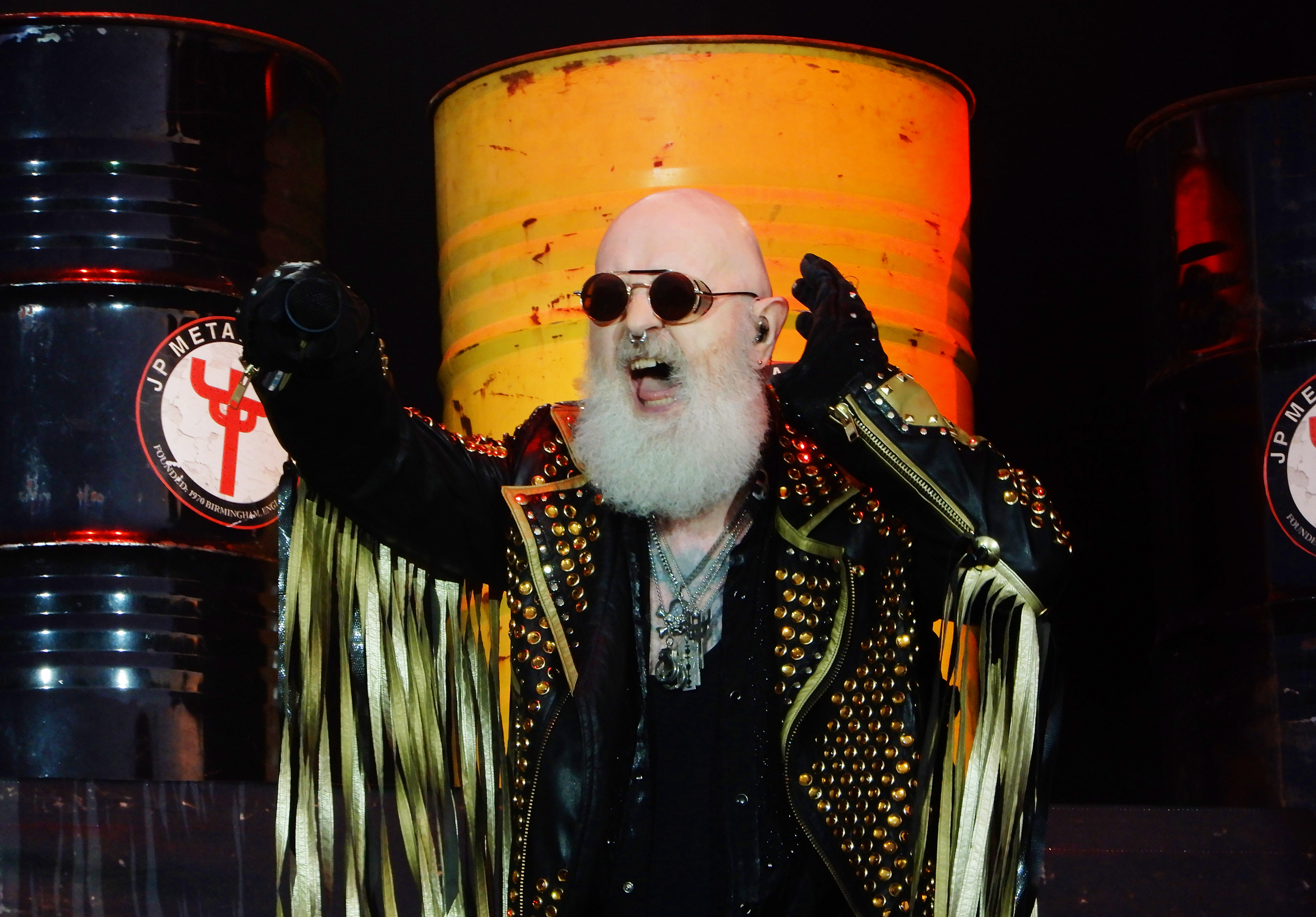
Rob Halford au Hellfest 2022.

Robert John Arthur Halford (né le 25 août 1951 à Birmingham en Angleterre) est un chanteur et compositeur, notamment au sein du groupe de heavy metal Judas Priest.
Il est reconnu pour sa tessiture impressionnante, ses cris suraigus, ses vêtements de cuir et ses arrivées sur scène à moto (généralement une Harley-Davidson). Son style de cuir clouté a été largement adopté par d'autres artistes du heavy metal et par les fans du monde entier.
Par sa grande influence sur la musique metal, il a été surnommé le « Metal God »,.
Il est une des rares rock stars à être ouvertement gay.

## Biographie
Avant de rejoindre Judas Priest, Rob Halford a chanté dans de nombreux groupes : Athens Wood, Lord Lucifer, Abraxas, Thark et Hiroshima. En mai 1973, il intègre Judas Priest, sur la recommandation de sa sœur Sue, qui était alors la petite amie du bassiste Ian Hill.
Entre 1974 et 1990, Rob Halford enregistre 14 albums avec Judas Priest, tout en devenant l'archétype du chanteur de heavy metal. Vers 1978, il commence à développer son style en portant des vêtements de cuir et des lunettes de soleil et en chevauchant une Harley-Davidson sur scène lors des concerts. Ce style particulier avait déjà été adopté auparavant, notamment par Eric Bloom de Blue Öyster Cult, mais c'est bel et bien Halford qui l'a rendu populaire auprès des artistes et des fans de heavy metal.
Son jeu de scène sur une Harley-Davidson a été la source d'un accident mémorable en 1991 à Toronto lors de la tournée Painkiller Tour. Lors de ce concert, sa moto a heurté une marche qui était cachée par des nuages de glace carbonique. Rob est tombé de la scène et s'est fracturé le nez. Après avoir repris connaissance, il est remonté sur scène et a terminé le concert. Plus tard dans l'émission Behind the Music, Rob citera cet épisode comme un des éléments ayant entraîné la séparation du groupe.
Après 18 ans de carrière avec Judas Priest, Rob Halford annonce qu'il quitte le groupe le 4 juillet 1991. Il forme le groupe Fight avec le batteur de Judas Priest, Scott Travis. Fight sortira deux albums : War of Words (1993) et A Small Deadly Space (1995). Parallèlement, il enregistre en 1992 un morceau, Light Comes Out of Black, pour le film Buffy, tueuse de vampires sur une musique de Pantera. Il collabore ensuite avec le guitariste John 5 dans un projet appelé 2wo et inspiré de la musique industrielle. 2wo est produit par Trent Reznor et sort un album en 1997, Voyeurs, sous son label Nothing Records.
En 1998, Rob Halford révèle son homosexualité lors d'une interview accordée à MTV. Son orientation sexuelle était déjà connue des membres de Judas Priest.
En 2000, il revient au heavy metal avec son groupe Halford et sort Resurrection, produit par Roy Z et très bien accueilli par la critique et le public. Il sort aussi un album live, Live Insurrection en 2001, et en 2002 paraît Crucible, deuxième album du groupe. La même année, il joue un petit rôle dans le film Spun, dans lequel il incarne un vendeur de sex shop homosexuel.
La reformation de Judas Priest était envisagée par de nombreux fans, surtout depuis que certains critiques avaient affirmé que Resurrection était plus proche de Judas Priest que le dernier album du groupe, Jugulator, sorti en 1997. Halford lui-même n'avait jamais rejeté cette option, en disant par exemple en 2002 : « Gut instinct tells me that at some point it will happen (Mon instinct me dit que cela arrivera à un jour ou l'autre). » Il rejoint donc Judas Priest en juillet 2003 et le groupe sort Angel of Retribution en 2005. La tournée mondiale qui suit marquera l'anniversaire des 30 ans du groupe.
Rob Halford a aussi été le chanteur de Black Sabbath durant trois concerts. Il a également remplacé Ronnie James Dio pour deux shows en 1992. En effet, ce dernier refusait d'ouvrir un concert pour Ozzy Osbourne, son contrat ayant expiré après le Dehumanizer Tour. Il était de plus en conflit avec Ozzy Osbourne depuis quelques années. Après avoir parlé à Dio, avec qui il entretenait de bonnes relations, Rob Halford le remplaça. Il remplaça aussi Ozzy Osbourne, atteint d'une bronchite, lors d'un concert le 25 août 2004 (son 53e anniversaire), à Camden dans le New Jersey, à l'occasion de l'Ozzfest.
Le 25 juin 2011, lors du Graspop Metal Meeting se déroulant à Dessel en Belgique, il monte sur scène avec Judas Priest pour un concert de deux heures. C'est donc un show exceptionnel qu'offre Rob Halford pour la tournée Epitaph censée être la dernière tournée du groupe. En anecdote, on peut citer le fait que Rob Halford n'a pas chanté durant le célèbre morceau Breaking the Law tournant le micro vers les fans qui prirent, l'espace d'une chanson, la place du chanteur.

## Discographie

### Judas Priest
- Rocka Rolla  (1974)
- Sad Wings of Destiny  (1976)
- Sin After Sin  (1977)
- Stained Class  (1978)
- Killing Machine  (1978) (sorti sous le titre Hell Bent for Leather aux États-Unis en 1979)
- Unleashed in the East Live (1979)
- British Steel  (1980)
- Point of Entry  (1981)
- Screaming for Vengeance  (1982)
- Defenders of the Faith  (1984)
- Turbo  (1986)
- Priest... Live!  (1987)
- Ram It Down  (1988)
- Painkiller  (1990)
- Metalogy Box-set (2004)
- Angel of Retribution  (2005)
- Rising in the East DVD (2005)
- Live Vengeance '82  DVD réédition (2006)
- The Essential Judas Priest Compilation (2006)
- Nostradamus (Album-concept) (2008)
- Redeemer of Souls (2014)
- Firepower (2018)
- Invincible Shield (2024)

### Fight
- War of Words (1993)
- Mutations EP (1994)
- A Small Deadly Space (1995)

### 2wo
- Voyeurs (1997)

### Halford
- Resurrection (2000)
- Live Insurrection (2001)
- Crucible (2002)
- Fourging the Furnace EP (2003)
- Silent Screams: The Singles EP (2006) (Exclusivité iTunes)
- Halford III: Winter Songs (2009)
- Halford IV: Made of Metal (2010)

### Autres
- Chant sur Ready to Burn de Krokus (album Headhunter, 1983).
- Chant sur Smooth and Fast de Surgical Steel (demo Surgical Steel, 1984).
- Hear 'n Aid (1986).
- Chant sur Goddamn Devil de Ugly Kid Joe (album America's Least Wanted, 1992).
- Chant sur une version live de Delivering the Goods de Skid Row (album B-Side Ourselves, 1992) également chantée dans l'émission de MTV Headbanger's Ballroom (1992).
- Pour Black Sabbath : deux concerts à Los Angeles en novembre 1992, un concert le 25 août 2004 à l'occasion de l'Ozzfest.
- Une reprise de The Wizard de Black Sabbath avec Bullring Brummies (comportant entre autres Geezer Butler et Bill Ward) (album Nativity in Black, 1994).
- Apparition lors d'un concert de Metallica à Miami en 1994 (il y chante Rapid Fire).
- Chant sur Feel Good Hit of the Summer de Queens of the Stone Age (album Rated-R, 2000).
- Chant sur Lift Me Up de Five Finger Death Punch (album The Wrong Side of Heaven and the Righteous Side of Hell, Volume 1, 2013).
- Chant sur Black Wedding de In This Moment (album Ritual, 2017).
- Rob Halford apparaît dans son propre rôle dans le film Metal Lords, aux côtés de Scott Ian (guitariste de Anthrax), de Kirk Hammett (guitariste de Metallica) et de Tom Morello (guitariste de Rage Against The Machine). Le film inclut d'ailleurs les morceaux Painkiller et Metal Gods de Judas Priest.